# Lorna Simpson
Lorna Simpson (ur. 13 sierpnia 1960 w Nowym Jorku) – amerykańska fotografka i artystka multimedialna. Jej najbardziej znane prace to m.in. Guarded Conditions, czy Square Deal. Od lat 80. XX w. bada zagadnienie tożsamości związanej z płcią, rasą, kulturą oraz jej postrzeganiem. Portretowała głównie Afroamerykanki, łącząc w swych pracach obraz z tekstem. Tworzyła również fotomontaże i filmy.

## Życiorys

### Wczesne lata i wykształcenie
Urodziła się i dorastała w Crown Heights na Brooklynie w Nowym Jorku. Jej rodzice – ojciec o pochodzeniu jamajsko-kubańskim oraz matka, Afroamerykanka – przenieśli się tam z środkowo-zachodnich Stanów Zjednoczonych. Od dziecka chodziła na sztuki teatralne, do muzeów, na koncerty i przedstawienia taneczne. Latem, będąc u swej babci w Chicago, uczęszczała na kursy w Instytucie Sztuki w Chicago. W celu otrzymania licencjatu ze sztuk pięknych wybrała się w podróż do Europy, Afryki i przez USA – rozwijała umiejętność fotografii dokumentalnej. Wyprawa zainspirowała ją do rozszerzenia swoich prac nie tylko w dziedzinie fotografii. Właśnie wtedy zaczęła projektować graficznie. W 1982 otrzymała tytuł licencjata z malarstwa w School of Visual Arts w Nowym Jorku. Po ukończeniu studiów magisterskich w Uniwersytecie Kalifornijskim w San Diego w 1985 rozwijała się w kierunku, który określić można jako połączenie fotografii i sztuki konceptualnej. Uczyła się pod okiem takich nauczycieli jak Allan Kaprow, Eleanor Antin, Babette Mangolte, Jean-Pierre Gorin i David Antin. W tym czasie powstał jej unikalny styl “Photo-Text”, który charakteryzował się dodawaniem do zdjęć tekstu graficznego.

### Twórczość
Simpson stała się rozpoznawalna w latach 80. XX w. dzięki swym pracom, w których łączyła fotografię z tekstem. W swojej twórczości kwestionuje i konfrontuje konwencjonalne (i zawężone) spojrzenie na płeć, tożsamość, rasę, kulturę, historię oraz pamięć.  
Zgłębia przede wszystkim zagadnienie indywidualnej tożsamości ludzkiej, wpływ ludzi na siebie nazwajem. Najbardziej intryguje ją tożsamość czarnej kobiety. Zajmuje się także tożsamością amerykańską, zarówno indywidualną, jak i zbiorową, a także powszechnymi ludzkimi wzorcami. Jej prace cechuje niejednoznaczność – poprzez luki i sprzeczności zmusza widza do samodzielnego myślenia oraz stawiania sobie coraz to bardziej skomplikowanych pytań. Jej prace charakteryzuje wyrafinowany koncept oraz wysoki poziom świadomości społecznej. Zarówno te cechy jej prac, jak i inteligentne zawarcie w nich kwestii politycznych, wywołały pozytywny odbiór publiczności.
Necklines, praca Simpsona z 1989, przedstawia dwie identyczne okrągłe fotografie ust, brody, szyi i obojczyków czarnej kobiety. Pomiędzy fotografiami umieszczony został biały tekst w czarnych polach ring, surround, lasso, noose, eye, areola, halo, cuffs, collar, loop. Słowa te kojarzą się z zagrożeniem, uwięzieniem itp. Na końcu umieszczone zostało zdanie na czerwonym tle: feel the ground sliding from under you [pol. „poczuj ziemię, usuwającą się pod tobą”]. Otwarcie sugeruje ono lincz. W zestawieniu z sąsiadującymi ze sobą spokojnymi, niekonfliktowymi i eleganckimi fotografiami, zdanie to jest bardzo kontrastowe.  
Praca Simpsona z 1989 pt. Easy for Who to Say przedstawia 5 identycznych sylwetek czarnych kobiet od ramion w górę, ubranych w biały top, podobny do tych z innych prac artystki. Twarz każdej z  kobiet przysłania owalny, biały kształt, na którym znajduje się jedna litera: A, E, I, O lub U. Pod każdą z kobiet znajduje się odpowiednio jedno ze słów: Amnesia, Error, Indifference, Omission, Uncivil. W pracy tej Simpson nawiązuje do rasizmu obecnego w filmach etnograficznych. Odwołuje się też do historii, z którą boryka się wiele czarnoskórych osób.
Praca pt. Guarded Conditions powstała w 1989 była jedną z serii prac, które powstały z fragmentów zdjęć zrobionych Polaroidem. Są to wizerunki modelki, z którą Simpson współpracowała. Jej ciało podzielone jest na fragmenty i przedstawione od tyłu. Tył głowy modelki jest w stanie gotowości, jest ostrożny na ewentualną wrogość okazaną wobec kobiety ze względu na jej kolor skóry oraz płeć. Ważny elementem pracy jest również afroamerykańska fryzura modelki, związana z kwestiami historycznymi i symbolicznymi. Przesłanie zawarte w tekście na dole pracy i formalne traktowanie obrazu wzmacniają poczucie wrażliwości. Można również zauważyć, że figury, choć w podobnych pozach, różnią się nieznacznie położeniem stóp, włosów i rąk. Fragmentacja i serializacja obrazów cielesnych zakłóca i zaprzecza całości i indywidualności ciała.

### Rynek sztuki
W 2018 Simpson przeniosła swoje prace z dotychczasowej galerii Salon 94 do Hauser & Wirth.

## Życie prywatne
Lorna Simpson mieszka i pracuje na Brooklynie. W latach 2007–2018 roku była żoną artysty Jamesa Casebera. Mają razem córkę, Zorę Casebere, artystkę i instagramową influencerkę.

## Nagrody i wyróżnienia
- 1985 – National Endowment for the Arts Fellowship, Stany Zjednoczone
- 1987 – Workspace Grant, Jamaica Arts Center
- 1989 – Artists Space, nagroda przyznana przez zarząd, Nowy Jork,
- 1990 – Louis Comfort Tiffany Award, Louis Comfort Tiffany Foundation, Nowy Jork[12]
- 1994 – Artist Award for a Distinguished Body of Work, College Art Association, Nowy Jork
- 1997 – Artist-in-Residence Grant, Wexner Center for the Arts, Columbus, Ohio
- 1998 – finalistka, Hugo Boss Prize 1998, Solomon R. Guggenheim Foundation, Nowy Jork
- 2001 – Whitney Museum of American Art Award, nagroda sponsorowana przez Cartiera i the Cartier Foundation for Contemporary Art, Nowy Jork
- 2003 – Distinguished Artist-In-Residence, Christian A. Johnson Endeavor Foundation, Colgate University, Hamilton, Nowy Jork
- 2014 – nominowana, Deutsche Börse Photography Prize
- 2019 –zwyciężczyni, J. Paul Getty Medal (wraz z Mary Beard i Edwardem Ruscha[13]

## Prace
- lll (Three Wishbones in a Wood Box), 1994 – drewniane pudełko zawierające trzy wahacze wróżebne wykonane z ceramiki, gumy i brązu umieszczone na dwóch podkładkach filcowych, Minneapolis Institute of Art.
- Back, 1991, 2 kolorowe zdjęcia polaroidowe i 3 plastikowe tabliczki
- Counting, 1991, fotograwirua i sitodruk, Minneapolis Institute of Art[14]
- Five Day Forecast. 1991. 5 fotografii, żelatynowy srebrny wydruk na papierze i 15 grawerowanych tabliczek. Tate Modern, Londyn.
- Untitled (What should fit here...), 1993. Akwaforta, sitodruk i ręcznie malowana akwarela. Minneapolis Institute of Art
- The Waterbearer, 1996, druk na srebrze
- Wigs (Portfolio), 1994, portfolio dwudziestu jeden litografii na filcu z 17 litografowanymi panelami tekstowymi z filcu, Museum of Modern Art, Nowy Jork
- Gestures/Reenactments, 1985, 6 fotografii czarnoskórego mężczyzny w białych ubraniach, z podpisami pod tekstem[15].

## Wybrane indywidualne wystawy
- Lorna Simpson: Projects 23, Museum of Modern Art, Nowy Jork, 1990[16]
- Lorna Simpson, For the Sake of the Viewer, Museum of Contemporary Art Chicago; Contemporary Art Museum Honolulu; Contemporary Arts Center, Cincinnati; Henry Art Gallery, University of Washington. Seattle; Studio Museum in Harlem, Nowy Jork, 1992–1994
- Lorna Simpson: Recent Work, John Berggruen Galley, San Francisco, 1993
- Works by Lorna Simpson, Contemporary Arts Museum Houston, 1993
- Wigs, Museum of Photographic Arts, San Diego, 1994
- Lorna Simpson: New Works, Rhono Hoffman Gallery, Chicago, 1994
- Standing in the Water, Whitney Museum of American Art at Phillip Morris, New York; Fabric Workshop, Filadelfia, 1994
- Lorna Simpson: Wigs, Albrecht Kemper Museum of Art, Saint Joseph, MO, 1996
- Lorna Simpson: New Work Series, Miami Art Museum, 1997
- Lorna Simpson: Interior/Exterior, Full/Empty, Wexner Center for the Arts, Ohio State University, Columbus, 1997–1998[14]
- Lorna Simpson: Call Waiting, Art Gallery of Ontario, Toronto, 1998
- Scenarios: Recent Works by Lorna Simpson, Addison Gallery of American Art, Andover, MA; Walker Art Center, Minneapolis; University of Michigan Museum of Art, Ann Arbor; National Museum of Women in the Arts, Washington, DC; Sean Kelly Gallery, Nowy Jork, 1991–2001
- CCA Kitakyushu Project Gallery, Kitakyushu, Japonia, 2000
- Lorna Simpson: Easy to Remember, Weatherspoon Art Museum, University of North Carolina, Greensboro, 2002
- Lorna Simpson: Cameos and Appearances, Whitney Museum of American Art, 2002[16]
- Consejo Nacional Para la Cultura y las Artes, Mexico City, 2003
- Compostela: Lorna Simpson, Centro Galego de Arte Contemporanea, Santiago de Compostela, Hiszpania, 2004
- Lorna Simpson, Corridor, Wohnmaschine, Berlin, 2004
- Lorna Simpson: 31, Prefix Institute of Contemporary Art, Toronto, 2005
- Lorna Simpson, organized by American Federation of the Arts; Museum of Contemporary Art, Los Angeles; Miami Art Museum; Whitney Museum of American Art, Nowy Jork; Kalamazoo Institute of Art, Kalamazoo, MI; Gibbes Museum, Charlestown, SC, 2006–2007
- 30 Americans, the Rubell Family Collection, Miami, North Carolina Museum of Art, Corcoran Gallery of Art, Chrysler Museum of Art, Milwaukee Art Museum, Frist Center for the Visual Arts, Contemporary Arts Center (New Orleans), Arkansas Arts Center, Detroit Institute of Arts, Cincinnati Art Museum, and Tacoma Art Museum, 2008.
- Lorna Simpson: Momentum, Salon 94 Bowery, Nowy Jork, 2011.
- Lorna Simpson: Gathered, The Elizabeth A. Sackler Center for Feminist Art at the Brooklyn Museum, 2011.
- Lorna Simpson, zorganizowane przez Foundation for the Exhibition of Photography, Minneapolis i Lozanna, Szwajaria; Galerie nationale du Jeu de Paume, Paryż; Haus der Kunst, Monachium; Addison Gallery of American Art, Andover, MA, 2013 (Pierwsza europejska retrospektywa prac Simpson w 2013 r., która następnie eksponowana była w Baltic Centre for Contemporary Art w 2014)[17].

## Publikacje
- Simon, Joan. "Lorna Simpson." New York: Prestel Publishing, 2013. Print.
- Als, Hilton (2013). Lorna Simpson: Works on Paper. Aspen, CO: Aspen Art Museum Press.
- Momin, Shamim; Enwezor, Okwui; Simpson, Lorna; Posner, Helaine; Als, Hilton; Isaac Julien; Golden, Thelma (2006). Lorna Simpson. New York: Abrams, in association with the American Federation of Arts.
- Simpson, Lorna; Willis, Deborah; Grundberg, Andy (1992). Lorna Simpson. San Francisco: The Friends of Photography.
- Simpson, Lorna; Wright, Beryl J.; Hartman, Saidiya V. (1992). Lorna Simpson: for the sake of the viewer. New York: Universe Pub.
- Rogers-Lafferty, Sarah; Simpson, Lorna (1997). Lorna Simpson: interior/exterior, full/empty. Columbus, Ohio: Wexner Center for the Arts/The Ohio State University.
- Gili, Marta (2002). Lorna Simpson. Ediciones Universidad Salamanca.
- Jones, Kellie; Simpson, Lorna; Golden, Thelma; Iles, Chrissie (2002). Lorna Simpson. Oxford [Oxfordshire]: Phaidon.
- Simpson, Lorna; Gili, Marta; Fernández-Cid, Miguel (2004). Compostela: Lorna Simpson: Centro Galego de Arte Contemporánea, 5 marzo – 30 maio 2004, Santiago de Compostela. Santiago de Compostela, Spain: Xunta de Galicia.